# Micrófono de bobina móvil
Llamado también micrófono dinámico.  
Es un tipo de micrófono electrodinámico el cual funciona sobre una base del electromagnetismo. Consta de un diafragma rígido suspendido frente a un imán permanente potente, que cuenta con una hendidura en la que va acoplada una bobina móvil sólida. Cuando las ondas sonoras excitan a varias capas (de 20-30 mm de diámetro), la bobina solidaria se mueve a su vez (hacia delante y hacia atrás) dentro de la ranura del imán. Así la bobina vibra de forma proporcional al sonido registrado y al oscilar dentro del campo magnético del imán permanente se genera una corriente eléctrica proporcional a este sonido .
Hay dos tipos de micro:
- Los que tienen suficiente hilo fino enrollado a la bobina como para entregar un nivel suficiente de corriente a la salida.
- Otros con menos espiras que requieren una preamplificación. En este caso, el preamplificador está alojado en el propio cuerpo del micrófono.

Las cápsulas suelen ser  omnidireccionales o cardioides.
La frecuencia o pico de resonancia (llamado también pico de presencia) se sitúa en las frecuencias medias, en torno a los 5 kHz, y, a partir de los 8 o 10 kHz su respuesta en frecuencia decae rápidamente, lo cual se debe a que la propia estructura de la bobina impide que el diafragma se mueva a velocidad suficiente para poder captar las frecuencias altas.
La impedancia de salida en los micrófonos de bobina móvil está entre los 150 y los 600 ohmios. Algunos modelos poseen un trasformador que permite un nivel alto de salida sobre alta impedancia (entre los 10 k y los 50 k ohmios), capaz de ser suministrado tal cual a los amplificadores de guitarra o a aparatos de megafonía.
El estándar de impedancia de salida en los micrófonos de bobina móvil profesionales se sitúa en los 200 ohmios. Este es un valor lo suficientemente bajo como para permitir largas tiradas de cable. Para estas no se deben utilizar impedancias altas, debido a la pérdida de agudos que se producirían de hacerlo.

## Historia
En el año 1923, Marconi Styles desarrolla el primer diseño comercial del micrófono de bobina móvil, también llamado micrófono dinámico. Más tarde, el ingeniero inglés Alain Blumlein, implementa una membrana de madera y aluminio, y de esta manera consigue como resultado el micrófono de bobina móvil HB1B. Este es altamente empleado en los estudios EMI (Electric and Music Industries).
En el año 1933, la empresa Shure lanza en Norte-América su primer micrófono de bobina móvil, el llamado 40 D. Un año más tarde, la empresa Electro-Voice contribuye al desarrollo de estos micrófonos ideando un sistema que permite disponer  los micrófonos cerca de sistemas de iluminación y otros elementos electrónicos sin que estos presenten defectos. Hoy en día, se sigue implementando esta característica en los micrófonos.
Once años después, en el 1958, los Laboratoris Wennebostel son fundados en Alemania por el Dr. Dritz Sennheiser, convirtiéndose así en marca líder de micrófonos de bobina móvil. Desde 1946, Sennheiser contribuye al desarrollo de estos micrófonos, como por ejemplo con su primer micrófono DM1.
Así pues, la historia y el desarrollo de estos micrófonos no pueden atribuirse a una única persona, sino que son el resultado de una serie de colaboraciones que se han ido haciendo a lo largo del tiempo.

## Ventajas
Las principales ventajas de los micrófonos de bobina móvil son su robustez, su precio (son relativamente baratos) y su autonomía (no necesitan alimentación). Otra ventaja es que cuentan con protección frente a los campos magnéticos externos (llevando bobina compensadora). Además resiste bien la humedad, la temperatura y las vibraciones.
Estos factores hacen que sean muy utilizados tanto en interiores como en exteriores. 
Es el tipo de micro que suelen llevar los equipos de captación electrónica de noticias (uno de los modelos más utilizados por los reporteros es el Sennheiser E-845 que ofrece una respuesta en frecuencia que va de los 40 Hz a los 16 kHz). 
Se utilizan mucho como micrófono de mano, pues su robustez los hace apropiados para su manejo por parte de los vocalistas. También es importante que el pico de presencia se sitúe en los 5 kHz, pues realza la voz y mejora la inteligibilidad. Además, el micrófono de bobina móvil de mano suele llevar una pantalla antiviento que sirve para atenuar los ruidos de la boca cuando se encuentra a corta distancia de esta.
Es además un micrófono muy utilizando cuando es necesario situarlo sobre algún soporte (pequeña jirafa, sobre una mesa, colgado sobre el techo...etc.)

## Inconvenientes
El micrófono de bobina móvil tiene una sensibilidad bastante buena (40Hz a 16 kHz), aunque menor que la que proporciona un micrófono de condensador. Pese a esto, su calidad no es óptima, pues su respuesta en frecuencia es limitada e irregular. Esta no es igual para todas las frecuencias. Tiende a ser más direccional para los graves que para los agudos, con lo que se refuerzan los graves. Este inconveniente suele ser superado durante el diseño, donde, para compensar el efecto, se incluye un filtro atenuador de graves, que recorta las bajas frecuencias.
La irregular respuesta en frecuencia del micrófono de bobina móvil, en la práctica, supone que no sea aconsejable su uso cuando las fuentes emitan sonidos con un gran componente de altas frecuencias (caso de las arpas, los violines, etc). Por el contrario, resultan idóneos cuando se trata de fuentes próximas con dominio de bajas frecuencias (como ocurre con los cantantes, e instrumentos como el bombo, la batería, los amplificadores de guitarra,  etc.). Un modelo de micrófono dinámico muy utilizado en conciertos en exteriores para captar la voz del cantante es el Shure SM58
El problema de la respuesta irregular ha quedado superado en la mayoría de micrófonos profesionales de gama alta, que utilizan dos cápsulas en un mismo módulo: una para captar las altas y medias frecuencia y otra para las bajas.